# Oltmannsiellopsidales
Oltmannsiellopsidales é uma ordem monotípica de algas verdes pertencente à classe Ulvophyceae. Tem como única família Oltmannsiellopsidaceae.

## Taxonomia
A família Oltmannsiellopsidaceae agrega os seguintes géneros:
- Dangemannia
- Halochlorococcum
- Neodangemannia
- Oltmannsiellopsis